# Каралте (Белуно)
Каралте (итал. Caralte) је насеље у Италији у округу Белуно, региону Венето.
Према процени из 2011. у насељу је живело 224 становника. Насеље се налази на надморској висини од 654 м.